# Kamień runiczny z Rök

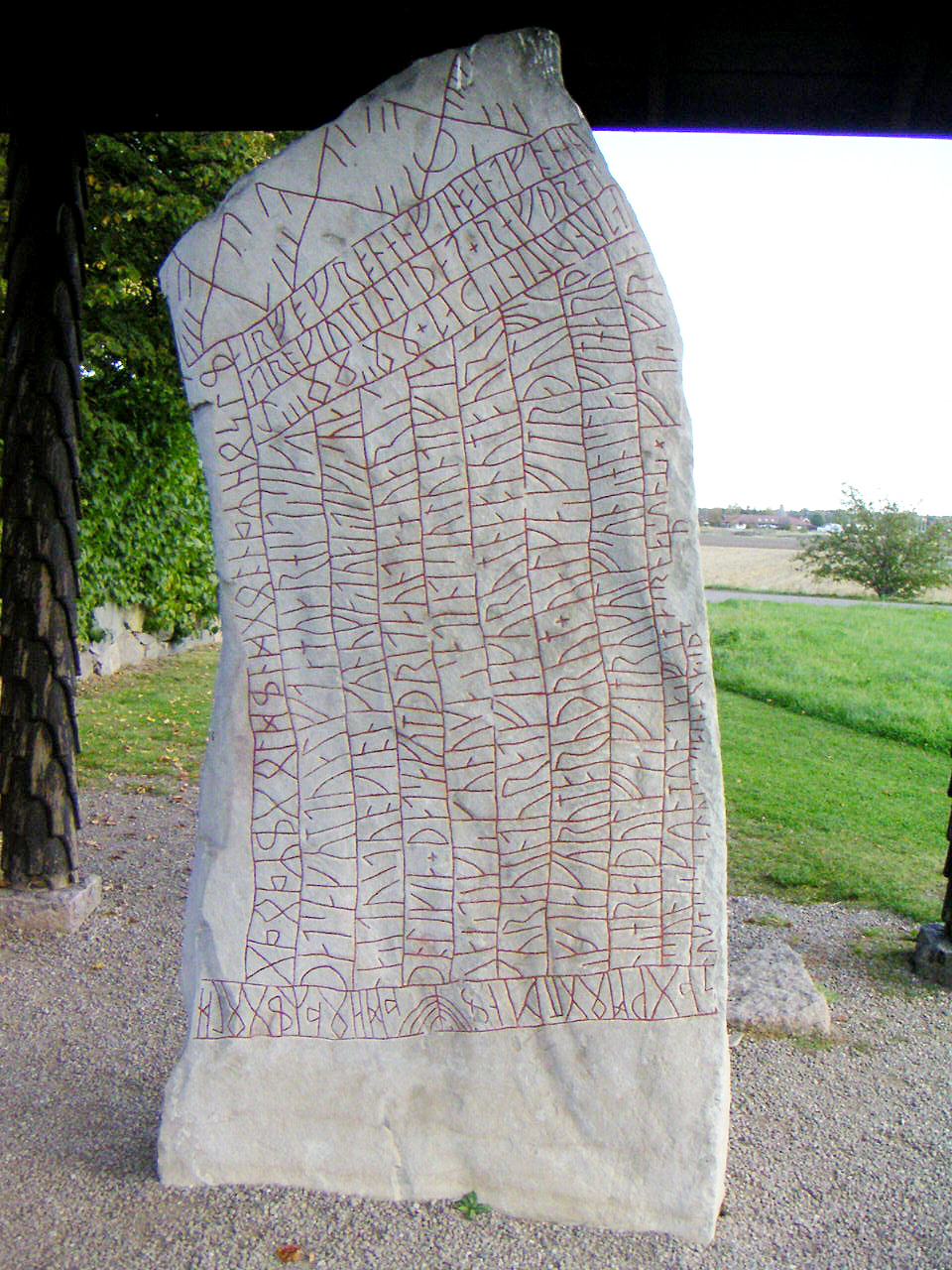
Kamień runiczny z Rök

Kamień runiczny z Rök (Ög 136) – jeden z najważniejszych kamieni runicznych, znajdujący się przed kościołem w Rök w prowincji Östergötland w Szwecji.
Kamień wzmiankowany jest po raz pierwszy w 1624 roku przez Johannesa Bureusa. W połowie XIX wieku został użyty przez proboszcza parafii w Rök jako materiał budowlany i wmurowany w ścianę tamtejszego kościoła. W 1862 roku oddelegowany na miejsce intendent Królewskiej Szwedzkiej Akademii Nauk, P.A. Säve, doprowadził do wydobycia kamienia. Ustawiono go na terenie przykościelnego cmentarza, w specjalnie zbudowanym pomieszczeniu chroniącym głaz przed działaniem czynników atmosferycznych. 
Głaz ma 3,82 m wysokości, 1,38 m szerokości i grubość 0,43 m. Jest częściowo wkopany w ziemię, część naziemna ma wysokość 2,5 metra. Kamień pozbawiony jest jakiejkolwiek ornamentyki, cała jego powierzchnia pokryta jest runami. Forma języka wskazuje, iż napis został wyryty w pierwszej połowie IX wieku. Większość tekstu wyryto w fuþarku młodszym, do zapisu części natomiast użyto fuþarku starszego. Napis wykonał człowiek o imieniu Varen ku pamięci swojego syna Våmoda. 
Inskrypcja, odczytana po raz pierwszy pod koniec XIX wieku, sprawiała badaczom dużo problemów z powodu swojego skomplikowania. Nie jest jasne, od którego miejsca i w którym kierunku należy czytać tekst. Autor napisu nie oddzielał słów, a także unikał stawiania obok siebie dwóch takich samych run, nawet jeśli wymagały tego reguły językowe. Wersy 21–28 zostały zaszyfrowane. Dla prawidłowego odczytania wersów 21–25 trzeba zamienić wartości fonetyczne starego i nowego fuþarku. Wersy 26–28 przedstawiono natomiast w formie rebusów, wers 26 jako układ kresek, zaś 27–28 jako krzyże z kreskami na ramionach. Kreskami tymi zaznaczono numery grup i poszczególnych run w grupach.
Wyryty tekst głosi:
| Wers | Tekst                                                       |
| ---- | ----------------------------------------------------------- |
| 1    | aft uamuþ stonta runaR þaR                                  |
| 2    | n uarin faþi faþiR aft faikion sunu                         |
| 3    | sakum ukmini þat huariaR ualraubaR uaRin tuaR               |
| 4    | þaR suaþ tualf sinum uaRin numnaR t ualraubu                |
| 5    | baþaR somon o umisum monum þat sakum ona                    |
| 6    | rt huaR fur niu altum on urþi fiaru                         |
| 7    | miR hraiþkutum auk tu                                       |
| 8    | miR on ub sakaR                                             |
| 9    | raiþ þiaurikR hin þurmuþi stiliR                            |
| 10   | flutna strontu hraiþmaraR sitiR nu karuR o                  |
| 11   | kuta sinum skialti ub fatlaþR skati marika                  |
| 12   | þat sakum tualfta huar histR si ku                          |
| 13   | naR itu uituoki on kunukaR tuaiR tikiR sua                  |
| 14   | þ o likia þat sakum þritaunta huariR t                      |
| 15   | uaiR tikiR kunukaR satin t siulunti fia                     |
| 16   | kura uintur at fiakurum nabnum burn                         |
| 17   | iR fiakurum bruþrum ualkaR fim raþulfs su                   |
| 18   | niR hraiþulfaR fim rukulfs suniR hoislaR fim haruþ          |
| 19   | s suniR kunmuntaR fim birnaR suniR                          |
| 20   | nuk m--- (m)-- alu --(k)(i) ainhuaR -þ... ...þ ... ftiR fra |
| 21   | sagwm mogmeni (þ)ad hOaR igOld                              |
| 22   | iga OaRi gOldin d gOonaR hOsli                              |
| 23   | sakum ukmini uaim si burin ni                               |
| 24   | þR troki uilin is þat knuo knat                             |
| 25   | i iatun uilin is þat                                        |
| 26   | sakum ukmini þur                                            |
| 27   | sibi uia uari                                               |
| 28   | ul niruþR                                                   |

Tłumaczenie tekstu:
Ku pamięci Vœmoða stoją te runy. A pisał Varinn, ojciec, dla zmarłego syna. Powiedzmy dla pamięci ludu, jakie były dwa łupy wojenne, które dwunastokrotnie wzięto w łup, obydwa razem na różnych mężach. Po wtóre mówimy, kto przed dziesięciu laty uległ losowi w wodzie przybrzeżnej wśród Ostrogotów i zmarł wśród nich z własnej winy. Wiódł Teodoryk ów dzielny, wódz wikingów, nad brzegiem Morza Śródziemnego. Siedzi teraz gotów na swym gockim koniu, z tarczą przypiętą, najprzedniejszy wśród Merowingów. Po dwunaste mówimy, gdzie koń Gunn widzi pożywienie na polu bitewnym, gdzie dwakroć dziewięciu królów leży. Po trzynaste mówimy, których to dwudziestu królów siedziało na Zelandii cztery zimy, o czterech imionach, pochodzących od czterech braci. Pięciu Valków, synów Raðulfa, pięciu Hraiðulfów, synów Ragulfa, pięciu Haislów, synów Haruða, pięciu Gunnmundów, synów Biarna. Teraz ze wszystkim opowiadam wspomnienia. Ktoś (...) Mówimy dla pamięci ludu, kto z rodu Ingvalda został odkupiony poprzez ofiarę żony. Mówimy dla pamięci ludu, któremu wojownikowi narodził się potomek. Jest to Vilen. Potrafił zmiażdżyć olbrzyma. Jest to Vilen. Powiedzmy dla pamięci ludu: Tor. Sibbi z Vi spłodził dziewięćdziesięcioletni.
Cały tekst jest mocno niejasny. Wieloznaczny sposób wyrażania myśli nie pozwala ustalić, do których osób odnoszą się poszczególne fragmenty. Nie jest także jasne, jaki cel ma nawiązanie do wcześniejszych o pięć wieków zdarzeń związanych z Teodorykiem Wielkim.